# コンビニラジオ相本商店いらっしゃいませ〜
『コンビニラジオ相本商店いらっしゃいませ〜』（コンビニラジオあいもとしょうてんいらっしゃいませ〜）は、KNBラジオで1996年9月30日から2009年2月27日まで、平日午後に生放送されていたラジオ番組である。2009年1月21日から相本芳彦の降板に伴って番組名が変更された『コンビニラジオ○○（まるまる）商店いらっしゃいませ～』についてもここで記述する。

## 概要
番組全体を「コンビニエンスストア相本商店」として位置付け、メインパーソナリティの相本芳彦（KNBアナウンサー・当時）を『店長』、アシスタントを『店員』と呼称する。エンディングは「閉店」とし、『店員』が「ガラガラガラ〜」というシャッターを閉める擬音を口にして終了する。
タイトルの「相本商店」は相本の父の代までの家業として高岡市内に実在した「相本商店」に由来する。
番組開始当初は17:00まで放送されていたが、『KNBデイリーウェイブ（後に牛島町モーモー喫茶 〜みなさん お疲れ様です。〜）』の開始によって1時間短縮された（番組の開始時間は16:30）。また、これにより16:00に『どうですか歌謡曲』から始まるミニ番組枠は単独枠として放送されている。
なお、2006年11月7日から翌年3月20日まで約半年間、KNBテレビにおいて、この番組のテレビ版である『相本商店テレビ支店 小林でスミマセン』が放送されていたが、その番組では、当時水曜日 - 金曜日担当の『店員』であった小林淳子アナ（当時）が『支店長』を担当していた（放送は、毎週火曜日16:22 - 16:50）。
放送は月曜から金曜までだが、週末に開催されるイベント会場から中継を行い『相本商店臨時営業』として特別番組を放送することもあった。
各ラジオ局向けに冒頭のDJセリフが違うバージョンが存在するポルノグラフィティのミュージック・アワーはKNBには相本商店専用のバージョンが提供されている。
『コンビニラジオ』という番組タイトルの関係もあってサークルKサンクス（サークルK、サンクスそれぞれ）やローソンなど実在のコンビニエンスストアとのタイアップ企画も多い。
企画の一つとして2006年からサークルKサンクスで夏限定の『相本商店ラムネ』を販売していた。2007年と2008年は高原兄の5時間耐久ラジオ 長て長てこたえられんがの『5時間耐久サイダー』と対決と言う形で販売していた。

### 相本の降板、番組の終了
2009年1月20日、メインパーソナリティーの相本が民主党より次期衆議院選挙・富山3区からの出馬を要請されたため、「正式な考えを決めるまで」として翌日から当番組の出演を自粛（事実上の降板。出馬要請された日は通常通り出演した）。これに伴ってその日の放送よりタイトルから『相本』の名を外し『コンビニラジオ○○（まるまる）商店いらっしゃいませ～』とし、公式ホームページも削除の措置がとられた（モバイル版も存続していた）。相本は出馬を要請されてから6日後の1月26日に辞表を提出し北日本放送を退社、番組は『○○商店』のまま続けていたが、2月27日の放送をもって終了。およそ13年の放送に幕を降ろした。後番組は『ご近所ラジオKNB!』である（2014年3月まで）。

## 番組終了時点でのパーソナリティ
- 高野知香子（店員：月 - 水担当）
- 中島真紀子（店員：木・金担当、元KNBエコーメイト）
- 松平寛未（店員：火のみ担当）
- 岡本恭（元KNBエコーメイト）
- 藤沢姉弟（漫才コンビ。姉・さなえ、弟・裕一。木・金コーナー担当）
- 鍋田恭子（元KNBエコーメイトで、現・友井音楽事務所所属のフリーアナ。毎月第1・第3火曜日のスーパーからの中継コーナー「鍋田恭子の日清食品ちゅるっト行きましょう！」(提供：日清食品)の担当リポーター）他、録音コーナーも担当

相本店長が出張や他の業務で出演できないときなどは店員2人（高野・中島のように曜日担当店員プラス店員1名）で、もしくは曜日担当店員と「アルバイト店員」として岡本や藤沢らが一緒に担当することがあった。
2009年1月21日以降は上記の相本不出演時対応を基本とした形で「○○商店」を放送していた。

## 過去の店長・店員
- 武道優美子（KNBアナウンサー）
- 中里美佳（元KNBアナウンサー、のちテレビ岩手アナウンサー）
- 澤木麻弥（元KNBアナウンアー、現在フリー）
- 小林淳子（元KNBアナウンサー）
- 相本芳彦（元KNBアナウンサー・ラジオセンター部長、2009年1月21日より出演自粛中だったが衆院選出馬の為降板。）

### 「コンビニラジオ」を冠するその他の番組
- コンビニラジオ 昼ラジ （新潟放送　月曜 - 木曜 11:00 - 14:55） ※終了

## KNBテレビで当番組時間帯に放送している番組
- ヒルナンデス!（11:55 - 13:55）
- 情報ライブ ミヤネ屋（13:55 - 15:50）